# آنوبیاس بارتری نانا

آنوبیاس بارتری نانا (Anubias barteri var. nana) که با نام رایج آنوبیاس کوتوله نیز شناخته می‌شود، اولین بار توسط آدولف انگلر در سال ۱۸۹۹ با نام (A. nana) توصیف شد. این گیاه از رده‌بندی گونه در سال ۱۹۷۹ به وضعیت واریته یا زیرگونه تغییر پیدا کرد

## نام‌های رایج
آنوبیاس کوتوله

## توزیع
غرب آفریقا: فقط در ویکتوریا، کامرون شناخته شده است.

## توضیحات
این گیاه یک نوع کوتوله از آنوبیاس بارتری است. برگ‌های سبز تیره ضخیم با ساقه کوتاه این گیاه، از کوچک‌ترین و فشرده‌ترین برگ‌های تیره آنوبیاس هستند که اندازه آنها حداکثر به ۸ سانتیمتر و طول کل ۱۲ سانتیمتر می‌رسند.
گونه ای از آنوبیاس بارتری نانا معروف به آنوبیاس بارتری نانا طلایی در تجارت آکواریوم موجود است که دارای برگهای به رنگ سبز روشن تا طلایی است.

## کاشت
مانند بسیاری از گونه‌های آنوبیاس، چنانچه این گیاه کمی یا به‌طور کامل غوطه ور شود، به خوبی رشد می‌کند. ریزوم آن باید بالای بستر، چسبیده به سنگ یا چوب باشد. در طیف وسیعی از نور به خوبی رشد می‌کند و دارای محدوده دمایی ۲۰ تا ۲۸ درجه سانتیگراد است. می‌توان آن را با تقسیم ریزوم یا جدا کردن شاخه‌های جانبی تکثیر کرد.